# Princess Mundo Imperial
El Princess Mundo Imperial es un hotel resort propiedad de Grupo Autofin, ubicado en Acapulco, Guerrero, México. Antiguamente llamado Fairmont Acapulco Princess siendo propiedad de Fairmont Hotels and Resorts. El hotel cuenta con ocho canchas de tenis, incluyendo un estadio de 6.000 asientos. En este lugar se lleva a cabo el Abierto Mexicano de Tenis, un evento anual en el circuito de la ATP y la WTA.Actualmente, debido a los daños ocasionados por el embate del Huracán Otis, este hotel se encuentra cerrado al público turista en espera de su limpieza y reconstrucción. 

## Historia y arquitectura
El Princess Mundo Imperial es un icono de Acapulco, diseñado en 1971 por William Rudolph y Leonides Guadarrama, como una antigua pirámide azteca, a pocos metros de distancia del The Fairmont Pierre Marques, el nombre original antes era Olinyala Princesa. Está compuesto por dos torres blancas deslumbrantes entre las más de 200 hectáreas (0,81 km²) de jardines meticulosamente cuidados, en el verano de 1982 la tercera torre se añadió.
El hotel de lujo en Acapulco fue la última empresa de uno de los imperios del mundo de negocios más grande y el menos conocido de propiedad de Daniel K. Ludwig. Vigoroso y de alerta en 75, Ludwig, desde su oficina en un rascacielos en el extremo norte del Rockefeller Center, decidió que Acapulco fue el lugar perfecto para su aventura. Princess Hotels sería administrar y operar su nueva obra maestra.
En 1998, Canadá Hoteles del Pacífico adquirió los hoteles Princess destino de sol situado en México, Arizona, las Bermudas y Barbados, y en octubre de 1999 los administradores de la legendaria compañía firmaron un acuerdo de fusión con Fairmont Hotels, la creación de los hoteles de la empresa Fairmont Hotels & Resorts. Esta unión se reunieron más de un siglo de una muy rica historia y la hospitalidad ejemplar.

### Disputa legal
Grupo Autofin México adquirió en marzo de 2015,  los hoteles  Princess y Pierre Marques, en ese entonces operados por la marca internacional Fairmont, durante ese mismo año, ambas partes trataron de renegociar el contrato de Operación de los hoteles, sin que esto  haya sido posible, motivo por lo cual, Mundo Imperial ( subsidiaria de Grupo Autofin) , efectivamente en septiembre de 2015, tomó  el control de la Operación de los hoteles.
Como consecuencia de lo anterior,  Fairmont demando el cumplimiento de contrato de Operación mediante un juicio de Arbitration en Nueva York,  el asunto fue resuelto por dichos órganos arbitrales de NYC y tras haber cumplido ambas partes con dicha resolución,  Grupo Mundo Imperial a través de su subsidiaria  Mundo Imperial   hoy en día es operador de los hoteles Princess, Pierre y Palacio Mundo Imperial y de otros hoteles que no son propiedad de Grupo Autofin.
Grupo Autofin a través de su subsidiaria Mundo Imperial hoy en día es el Operador de Princess Mundo Imperial Riviera Diamante

## Descripción

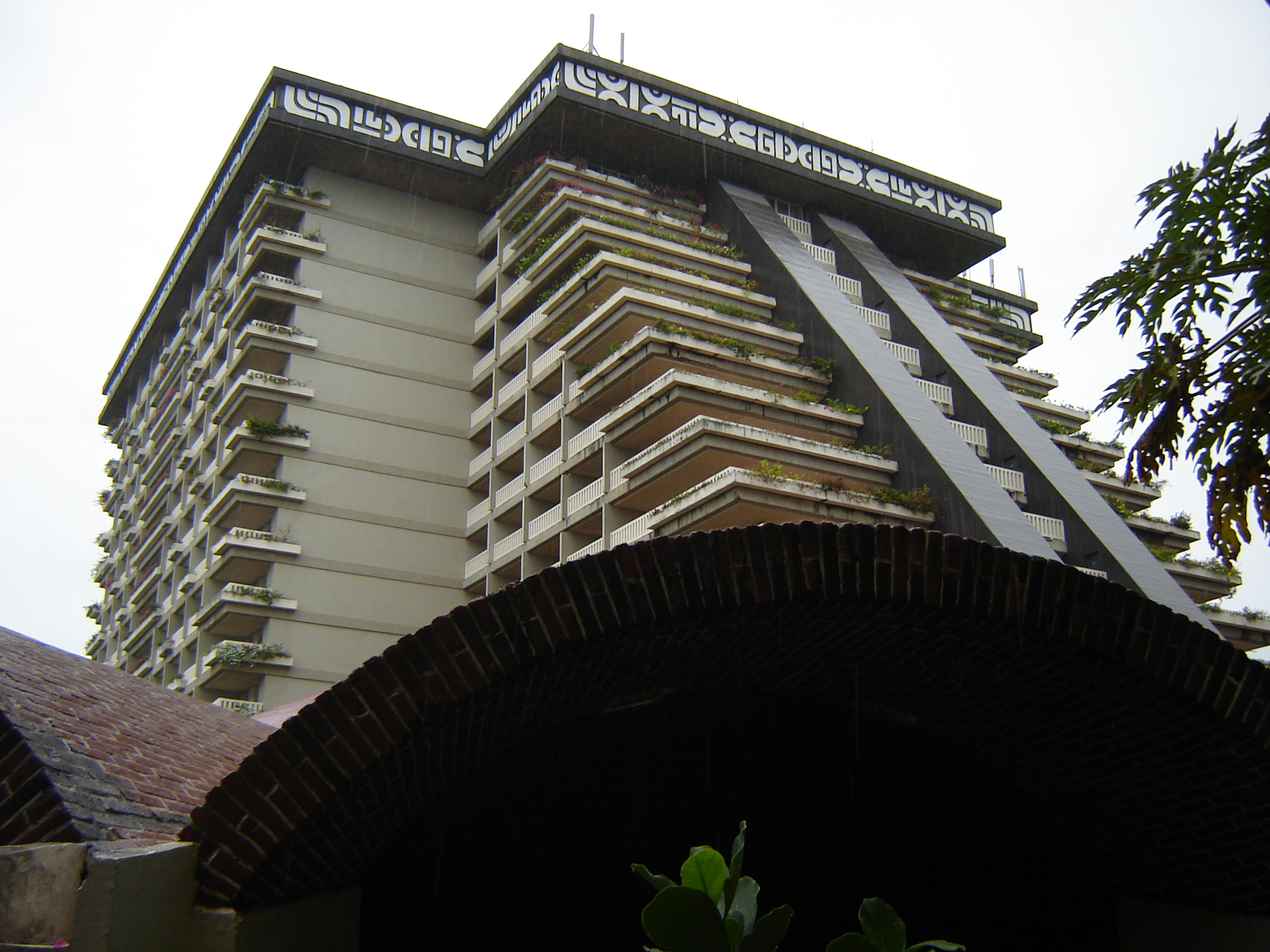
Acabados en la parte superior

El hotel Princess Mundo Imperial, es un resort de lujo se encuentra en más de 161 hectáreas (0,65 km²) de exuberantes jardines con palmeras que enmarcan la vista de la Sierra Madre en la bonita zona de Acapulco Diamante. Construido en forma de una antigua pirámide azteca, el hotel cuenta con 1,011 habitaciones exquisitas, ofreciendo amplios cuartos de baño, amplio walk-in clósets y vestidores separados.
El complejo también cuenta con cuatro piscinas con cascadas y una piscina de agua salada - todas con vistas a la playa de Revolcadero. Disfrute de las vistas impresionantes del Océano Pacífico, un campo de golf y ocho pistas cubiertas al aire libre y dos de tenis.

## Premios
El hotel, fue elegido como el mejor hotel familiar de México, de acuerdo a los resultados de los World's Best Awards que organiza la reconocida revista de viajes y estilo "Travel + Leisure" en 2013.

## Datos clave
- Altura- 060 metros (incluye el espiral).
- Espacio de habitaciones - 35 000 m³.
- Pisos-  16 pisos.
- Condición:En uso
- Rango: 	
  - En Acapulco: 68.º lugar